# Дуел с мексикански ножове
„Дуел с мексикански ножове“ (на английски: Mexican Knife Duel) е американски ням късометражен екшън филм от 1894 година на режисьора Уилям Кенеди Диксън с участието на Педро Ескуивел и Дионесио Гонзалес, които са били активни участници в шоуто на Бъфало Бил, заснет в студиото Блек Мария при лабораториите на Томас Едисън в Ню Джърси. Кадри от филма не са достигнали до наши дни и той се смята за изгубен.

## Сюжет
Двама мексиканци се дуелират с ножове.

## В ролите
- Педро Ескуивел
- Дионесио Гонзалес[4]

## Интересни факти
„Дуел с мексикански ножове“ е първият филм в историята на кинематографията, в който са заснети мексиканци.